# 雅洛涅
雅洛涅（法語：Jalognes，法語發音：[ʒalɔɲ]）是法国谢尔省的一个市镇，属于布尔日区。

## 地理
雅洛涅（47°14'9"N, 2°47'8"E）面积28.09 平方千米，位于法国中央-卢瓦尔河谷大区谢尔省，该省份为法国中部省份，北起卢瓦雷省，西接卢瓦-谢尔省和安德尔省，南至克勒兹省，东南接阿列省，东临涅夫勒省。
与雅洛涅接壤的市镇（或旧市镇、城区）包括：阿济、弗村、加德福尔、格鲁瓦斯、蒙蒂尼、沃格。

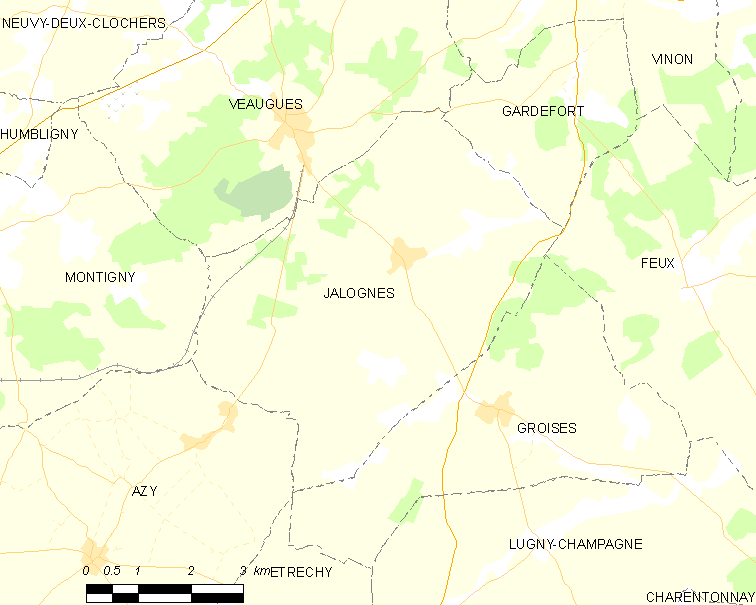
雅洛涅的OSM定位图

雅洛涅的时区为UTC+01:00、UTC+02:00（夏令时）。

## 行政
雅洛涅的邮政编码为18300，INSEE市镇编码为18116。

## 政治
雅洛涅所属的省级选区为桑塞尔县。

## 人口

1962-2008年间雅洛涅人口变化图示

雅洛涅于2022年1月1日时的人口数量为269人。